# Toronto Falcons
I Toronto Falcons furono un club calcistico canadese attivo a Toronto dal 1950 al 1965 con il nome di Toronto Italia, nel 1966 come Toronto Italia-Falcons e dal 1967 come Falcons. Esordì nel campionato NPSL I, entrando a far parte, l'anno successivo, nella neonata NASL.

## Storia

### Toronto Italia
Il club venne fondato nel 1950 con il nome Friuli Football Club ma già nel 1952 divenne Italo-Canadians Football Club.  Nel 1953, anche per divenire il sodalizio rappresentativo della comunità italiana di Toronto, assunse il nome di Italia Football Club, meglio conosciuto come Toronto Italia. Con la nuova denominazione esordì nella National Soccer League nella stagione 1953. Nel 1957 si aggiudicò la stagione regolare, a cui seguì nel 1960 il successo al termine dei play-off.
Nel 1961 per volontà del presidente Peter Bosa il club si trasferì a giocare nella lega professionistica ECPSL, di cui Bosa era uno dei fondatori. Il club si aggiudicò tre tornei, nelle stagioni 1962, 1963 e 1965.
Nel 1966 il club cambiò nome in "Toronto Italia-Falcons" per volontà del nuovo proprietario Joe Peters. che voleva dare una nuova identità non etnica al sodalizio.
Negli anni seguenti altre due squadre della NSL assunsero il nome di "Toronto Italia": la prima fu attiva nella sola stagione 1969, riscuotendo scarso seguito. L'altra squadra fu attiva dal 1972 al 1996, ed al contrario della precedente si affermò come una delle realtà calcistiche più importanti di Toronto.

### Toronto Falcons
La franchigia prese parte al campionato NPSL con il nome di "Toronto Falcons", che concluse al quarto posto nella Western division. L'anno seguente, il club partecipò alla prima edizione del campionato NASL sotto la guida tecnica dell'ungherese Ladislao Kubala, non riuscendo neanche stavolta a qualificarsi per i playoff. Al termine della stagione la franchigia fu coinvolta nella crisi economica che colpì la NASL, non riuscendo a iscriversi al campionato del 1969 e chiudendo definitivamente i battenti.
Un nuovo club denominato Toronto Falcons militò nella National Soccer League tra il 1976 ed il 1982, espressione della comunità polacca di Toronto.

## Allenatori
- 1964  Frank Pedersen
- 1967  Ferdinand Daučík
- 1968  László Kubala

## Palmarès

### Competizioni nazionali
- National Soccer League: 2

1957, 1960
- Eastern Canada Professional Soccer League: 3

1962, 1963, 1965